# 久保木修己
久保木 修己（くぼき おさみ、1931年〈昭和6年〉2月3日 - 1998年〈平成10年〉12月13日）は、日本の宗教家。世界基督教統一神霊協会（統一教会）の日本の初代会長、国際勝共連合の日本の初代会長。そのほか、世界日報社会長、世界平和連合会長、リトルエンジェルス芸術団理事長、国際文化財団理事長、アジアサファリクラブ会長、国際友好釣連盟会長、北米極真空手会長などを歴任。中華民国中華学術院名誉哲学博士。「久保木亮光（りょうこう）」と名乗っていたこともある。本名は久保木脩夫。

## 来歴
中華民国安東県(現：中華人民共和国遼寧省丹東市）で父・仙蔵と母・よしの長男として誕生。仙蔵（1902年7月 - 没年不明）は千葉県香取郡津宮村出身で、京城商業善隣学校（現：善隣インターネット高等学校）を卒業後、朝鮮銀行を経て、西安商工公会参事・満州興業銀行西安支店支配人代理を歴任。戦後は立正佼成会の唐津支部長をつとめ、のち佼成会の外部企業である立花産業の取締役になった。母も立正佼成会の支部長。
1945年、終戦にともない引き揚げ。慶應義塾中等部では野球部に所属、甲子園にも出場。慶應義塾大学に在学中、両親の影響で立正佼成会に入会。会長の庭野日敬と副会長の長沼妙佼に気に入られ、青年部長・会長秘書として青年信者の指導にあたった。宗教活動に専念するため、大学は4年生で中退した。
1962年7月、立正佼成会の青年部で「創価学会撲滅の会」を指導してた小宮山嘉一が世界基督教統一神霊協会（統一教会、現・世界平和統一家庭連合）に入教。小宮山は久保木を統一教会に誘い、久保木は崔奉春の迫力と教団信者の熱気に推され、同年、立正佼成会を抜けて統一教会に移った。
1964年7月15日、統一教会は宗教法人の認可を受け、久保木は日本統一教会の初代会長に就任した。また同年7月、各地の大学で進められていた原理研究会の連合組織である「全国大学連合原理研究会」が発足。同団体の会長には小宮山が就任し、立正佼成会出身者が教団のツートップを務めることとなった。
1968年2月22日、統一教会の合同結婚式（430組　ソウル市民会館）に日本人として初めて参加。既に結婚していた哲子夫人と既成祝福を受ける。同年4月1日、国際勝共連合が設立。初代会長に就任。
1970年9月2日、久保木は、岸信介の自筆の推薦文をしたため、韓国の朴正煕大統領と青瓦台の大統領官邸で会見。同月に開催される「世界反共連盟（現・世界自由民主連盟）世界大会」への韓国の代表団派遣を依頼した。
同年9月20日、世界反共連盟世界大会が日本武道館で開催。岸が大会推進委員長を務め、久保木は議長を務めた。また、大会責任者を国際勝共連合の事務総長の阿部正寿が務めた。韓国からは李応俊、李根、崔徳新らが参加した。
1971年5月14日、中華民国（台湾）の総統、蔣介石と会談。ローマ教皇パウロ6世と会談。
1973年、全国124カ所で「救国の予言」と題して講演。同年4月8日、渋谷区の統一教会本部で久保木は元首相の岸信介を信者に紹介。岸は講演を行った。同年11月23日、文鮮明、韓鶴子夫妻、教団幹部の李相軒、金栄輝らは渋谷区の統一教会本部を訪問。文と岸信介は長時間にわたり会談した。久保木も同席した。
1979年2月24日、国際勝共連合と自民党の国防関係国会議員が中心となり、「スパイ防止法制定促進国民会議」が設立された。呼びかけ人は木内信胤、朝比奈宗源、宇野精一、郷司浩平、宝井馬琴、三輪知雄の6人。サンケイ会館で設立発起人総会が開かれ、久保木は発起人に名を連ねた。
1989年7月4日、文鮮明は韓国で行った説教で「国会内で教会をつくる」「自民党の安倍派などを中心にして、久保木を中心に、超党派的に原理教育をした議員たちを結成し、その数を徐々に増やしていかないといけない」と述べた。
1998年5月、脳梗塞で倒れる。同年12月13日、死去。67歳没。
2004年12月、7回忌にあたって遺稿集『美しい国 日本の使命』が出版される。

## 著書
- 『久保木修己講演・論文集』救国連盟事務総局、1976年12月17日。NDLJP:12238775。
- 『愛こそすべて』(光言社　1986年5月） ISBN 978-4876560165
- 『愛天 愛国 愛人―母性国家日本のゆくえ 久保木修己回顧録』世界日報社、1996年2月。ISBN 978-4882010609。
- 久保木修己遺稿集刊行委員会 編『美しい国 日本の使命―久保木修己遺稿集』世界日報社、2004年12月。ISBN 978-4882010814。

（以下は監修した著書）
- 『文鮮明師とダンベリーの真実―裁判問題の背景をさぐる』（光言社　1989年） ISBN 978-4876560059
- 『文鮮明師と新ソ連革命』（光言社　1990年1月）ISBN 978-4876560196

## エピソード
- 統一教会の内部では旧約聖書に出てくるユダヤ選民を率いた指導者モーセになぞらえて「日本のモーセ」と呼ばれた[28]。
- 2006年7月21日、安倍晋三は、同年9月20日に予定されていた自由民主党総裁選挙への準備運動として、『美しい国へ』を文藝春秋から出版。そして9月1日に総裁選挙への出馬表明をした際[29]、「美しい国、日本」と題した政策集を発表した[30]。安倍は首相就任後も、自身の基本理念を指す用語として「美しい国」を使用した。約1年半前の2004年12月に出版された久保木の遺稿集『美しい国 日本の使命』との類似性が指摘されている[31][32]。